# Pseudohynobius jinfo
Pseudohynobius jinfo é uma espécie de anfíbio anuro da família Hynobiidae. Está presente na China. A UICN classificou-a como vulnerável.